# Ideopsis canlaonii
Ideopsis canlaonii är en fjärilsart som beskrevs av Julian Jumalon 1971. Ideopsis canlaonii ingår i släktet Ideopsis och familjen praktfjärilar. Inga underarter finns listade i Catalogue of Life.